# Joseph Chajim Brenner

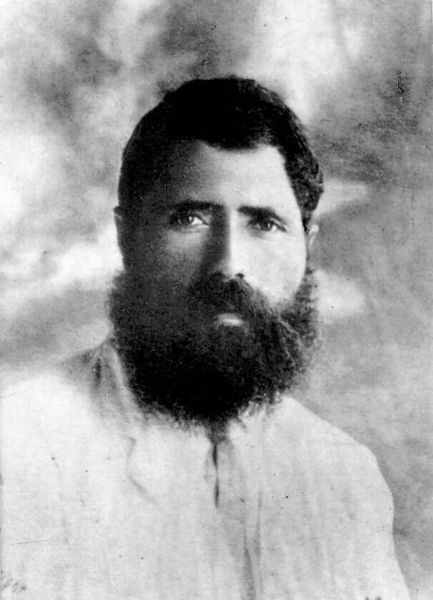
Yosef Haim Brenner

Joseph Chajim Brenner, född 11 september 1881 i Novi Mlini, Ryska imperiet, död 2 maj 1921 i Jaffa, Palestina, var en hebreisk författare.
Brenner var soldat i ryska armén 1901–1904. Han flydde till London och var aktiv i den sionistiska rörelsen. Brenner utvandrade till Palestina 1909. Han dödades under de arabiska upploppen 1921.